# Triprion petasatus
Triprion petasatus är en groddjursart som först beskrevs av Cope 1865.  Triprion petasatus ingår i släktet Triprion och familjen lövgrodor. IUCN kategoriserar arten globalt som livskraftig. Inga underarter finns listade i Catalogue of Life.